# Maurice Mascrier
Maurice Mascrier est un professeur et un syndicaliste français né le 25 mai 1923 au Petit-Quevilly (Seine-Inférieure, Seine-Maritime), mort le 8 novembre 1998 à Villeneuve-le-Roi (Val-de-Marne)

## Biographie
Professeur de l’enseignent technique théorique de dessin industriel au CA du bâtiment de Rouen (alors académie de Caen), il est secrétaire régional du syndicat national de l'enseignement technique force ouvrière de Caen jusqu’en 1959. Il est alors le plus jeune secrétaire régional du syndicat.
De 1956 à 1959, il est membre de la CAPN des professeurs techniques théoriques sur la liste de FO.
En avril 1958, il est élu membre du bureau national du syndicat national de l'enseignement technique force ouvrière
En novembre 1958, il est représentant de FO au Conseil de l’enseignement technique où il représente les techniciens 
Le 5 mars 1959, il est élu membre de la section permanente du Conseil de l’Enseignement Technique et au Conseil supérieur de l’Éducation nationale. 
Le 26 juin 1960, il remplace Pierre Galoni comme secrétaire général du syndicat national de l'enseignement technique force ouvrière.
Il est en outre élu le 1er septembre 1966, il est élu secrétaire général adjoint de la Fédération CGT-FO de l’Éducation nationale. Sans abandonner ses fonctions à la tête du syndicat, Maurice Mascrier succède à Pierre Galoni en avril 1968 au poste de secrétaire général de la fédération. Qu’il s’agisse du rapport Legrand sur les collèges ou la réforme Savary en 1982, il joué un rôle déterminant dans l’élaboration des positions de la Confédération FO pour la défense de l’école publique
Il cesse ses fonctions à la direction du syndicat et de la fédération en avril 1983. Il se voit confier le poste de membre de section pour F.O. auprès du conseil Economique et Social.